# 丽岗镇
丽岗镇，是中华人民共和国广东省茂名市化州市下辖的一个乡镇级行政单位。

## 行政区划
丽岗镇下辖以下地区：
丽岗社区、赤坎村、尖岗村、丽山村、丽岗村、朱玉村、水路村、朱砂圩村、博青村、镇安村、低坑村和园塘村。